# Geopark
Geopark je območje geološke dediščine, ki je prepoznano zaradi izstopajočega znanstvenega, ekološkega in kulturnega pomena na nacionalni ali nadnacionalni ravni. Geopark je zavarovano območje z mednarodno pomembno geologijo, znotraj katerega se išče trajnostni razvoj in ki vključuje turizem, ohranjanje, izobraževanje in raziskave, ki ne zadevajo samo geologije, ampak tudi druge pomembne znanosti.
Geoparki iz različnih držav se združujejo v mreže geoparkov, s krovno, Global Geoparks Network, pod okriljem organizacije UNESCO.
Leta 2005 je bil evropski geopark opredeljen kot: »ozemlje s posebno geološko dediščino in s trajnostnim teritorialnim razvojem... končni cilj evropskega geoparka je zagotoviti boljše zaposlitvene možnosti za ljudi, ki tam živijo.«
Danes je geopark tako rekoč sinonim za Unescov geopark, ki je opredeljen in upravljan pod prostovoljnim pooblastilom Unescovega Mednarodnega programa za geoznanost in geoparke (IGGP). UNESCO zagotavlja standard za geoparke in certifikacijsko storitev za parke, ki zaprosijo zanj. Storitev je na voljo državam članicam Unesca.
UNESCO Globalna mreža geoparkov usklajuje dejavnosti številnih Unescovih globalnih geoparkov (UGGp) po vsem svetu. Razdeljen je na regionalna omrežja, kot je Evropska mreža geoparkov. EGN je bil zgodovinsko predhodnik UGGN, saj je bil ustanovljen leta 2000 s prvimi štirimi geoparki. Unescu se je pridružila leta 2001, leta 2005 pa se je v deklaraciji Madonie strinjala, da bo regionalna mreža UGGps, ki jo je leta 2004 ustanovil UNESCO.
Prvo tako območje v Sloveniji je Geopark Karavanke, skupen projekt s sosednjo Avstrijo, ki je bil vključen v Unescovo mrežo leta 2013.
V mrežo GGN je kandidiral tudi Geopark Idrija in bil leta 2017 tudi potrjen.

## Vrste geoparkov
Beseda geopark ni več odprta za proces inoviranja skozi produkcijo besed. Opredelile so ga različne organizacije s področja znanosti o Zemlji. Bistveni element definicije je, da mora biti geopark označen kot del mednarodne mreže geoparkov. Narodni park ni nujno geopark. Združene države imajo na primer sistem narodnih parkov, vendar nobeden od njih ni geopark. Kanada pa jih ima več.
Mreža geoparkov zahteva blagovno znamko mednarodnega znanstvenega združenja. Označujejo samo zavarovana območja, ki izpolnjujejo določene standarde, kot je predstavljeno zgoraj. Blagovna znamka ne vpliva na prejšnje stanje območja. Morda je že šlo za druge vrste parkov, kot je narodni park. Če se blagovna znamka geoparka odstrani, so to še vedno tiste druge vrste parkov. Ne glede na vrsto je upravljanje, izvajanje oblasti nad območjem vedno nacionalno; znanstvene organizacije nimajo suverenosti; so preprosto svetovalne in certifikacijske agencije, ki jih vodijo odločitve mednarodnih konvencij.

### Nacionalni geoparki
Nacionalni geopark je post de facto določitev UNESCO-a za »geografsko območje« ali transnacionalno geografsko območje, za katerega je že znano, da je »mednarodnega, regionalnega in/ali nacionalnega pomena« kot kandidat za geopark. Še ni certificiran za pripadnost regionalni ali svetovni mreži Unescovih geoparkov. Bil je »že vpisan« kot član neke druge mreže; to pomeni, da je »nacionalni geopark« nekakšna lebdeča kandidatura, ki jo je mogoče priključiti kateremu koli drugemu zanimivemu parku, po kateri priključitvi park izpolnjuje pogoje za imenovanje geoparka. Tako imenovani kandidati se imenujejo »nacionalna mreža za geoparke«. Če obstaja v državi članici, ji morajo pripadati tudi vsi geoparki regionalne mreže v tej državi, pa tudi globalna mreža.
Nekatera omrežja, iz katerih bi lahko bili izbrani Unescovi nacionalni geoparki, so območja svetovne dediščine, Agenda 21, program Človek in biosfera. UNESCO ponuja tudi seznam priporočenih tipov geositeov, kot so »minerali in mineralni viri«, »fosili«, itd.
Nacionalna omrežja (ena za vsako državo) so mišljena kot spodnja raven sistema od spodaj navzgor. Podpirajo nacionalno ohranitev, izobraževanje, kulturni razvoj, raziskave in gospodarsko vzdržnost. Obstaja nekaj prizadevanj za nadzor navzkrižja mandatov; na primer, fosilov ni dovoljeno prodajati, kar bi podpiralo trajnost, vendar bi delovalo proti ohranjanju. Za nekatere geoparke, kot je geopark Sitia (vzhodna Kreta), je konflikt med razvojem geoturizma in ohranjanjem arheoloških najdišč resen in doseže sodišča. Tako kot pri drugih ravneh geoparka so tudi parki predmet pregleda za ponovno certificiranje vsaka štiri leta.

### Transnacionalni geoparki
Transnacionalni geopark prečka državno mejo in se širi v dveh državah članicah. Park mora pripadati dvema nacionalnima geoparkoma, po enemu v vsaki državi, in enemu regionalnemu geoparku. Oba nacionalna geoparka sodelujeta pri pripravi enotne aplikacije, ki jo posredujeta tako v regionalno kot globalno mrežo. Park morata podpreti obe državi članici. Organi upravljanja v vsaki državi morajo sodelovati pri vzpostavitvi enotnega sklopa dejavnosti in strategij za celoten park. Imenujejo lahko dve sodelujoči upravi ali eno upravo.
Certificirani transnacionalni geoparki so:
- Geopark Karavanke
- Globalni geopark Marble Arch Caves
- Geopark Novograd – Nógrád
- Muscau Arch / Łuk Mużakowa UNESCO Global Geopark

### Regionalni geoparki
Regionalni geopark je član neodvisne mreže geoparkov, ki se je z Unescom dogovorila za kandidate za globalno mrežo. Vsi člani regionalne mreže so a priori člani nacionalne mreže geoparkov. So tudi člani globalne mreže, če so za to certificirani. Regionalni geopark ne bi bil globalni geopark, če še ni certificiran kot tak ali če je njegova certifikacija potekla in je zaprosil za ponovno certifikacijo (status rumene karte).
Regija je več kot ena država. Trenutni seznam sprejetih regij je:
- Mreža afriških geoparkov
- Mreža azijsko-pacifiških geoparkov (APGN)
- Evropska mreža geoparkov (EGN)
- Mreža geoparkov Latinske Amerike in Karibov (LACGN)

### Delujoči regionalni geopark
Kanada ima nekaj geoparkov. Najbolj logična regionalna klasifikacija za te bi lahko bila »severnoameriška regionalna mreža geoparkov«, ki sledi predlagani celinski tradiciji za regije geoparkov. Vendar Združene države nimajo nobenih geoparkov, Mehika pa je zajeta v Latinsko Ameriko. V Severni Ameriki ni drugih narodov, ki bi jih lahko združili v regijo. ZDA in Izrael sta leta 2018 izstopila iz Unesca, ker sta menila, da je Unesco proti Izraelu.
Kanadski geoparki morajo po pravilih pripadati regionalni mreži, preden lahko zaprosijo za globalni status, a tega ni in ga v bližnji prihodnosti morda ne bo. Unesco zato Kanado obravnava kot poseben primer in dovoljuje nacionalnemu omrežju geoparkov, Canadian Geoparks Network, podelitev globalnih in zelenih kart. Regionalizacija, ki temelji izključno na celinah, se ni izkazala za praktično tudi za druge regije.

### UNESCO Global Geoparks
Globalni geopark je tisti, ki je certificiran v največji možni meri in je zato član Unescove globalne mreže geoparkov. Sam po sebi je tudi član regionalne mreže geoparkov in tudi član nacionalne mreže geoparkov, če jo ima njegova država, ali transnacionalnega geoparka. Certifikat velja štiri leta, nato pa ga je treba ponovno certificirati. V jeziku certificiranja se ponovno certificiran globalni geopark imenuje »geopark z zeleno karto«. Če geopark ne uspe ponovno certificirati, ima dve leti časa, v katerih je »geopark z rumeno karto«. Po dveh letih, če še vedno ni ponovno certificiran, je »geopark z rdečim kartonom«; torej ni več geopark in je odstranjen iz povezave ali skrbi Unesca. Za ponovno prijavo mora aplikacijo znova zagnati. Ponovno certificiranim geoparkom ni treba ohraniti istih meja; samo del se lahko ponovno certificira.